# Basjtanka
Basjtanka (ukrainsk: Баштанка, ukrainsk udtale: [bɐʃˈtɑnkɐ]) er en by i Mykolajiv oblast, Ukraine. Den er det administrative centrum for Basjtanka rajon. I 2021 havde byen  12.327 indbyggere. I 2001 var indbyggertallet 13.146.

## Historie
Basjtanka fik status som bymæssig bebyggelse i 1963.
Under den Ruslands invasion af Ukraine 2022 faldt en russisk militærkonvoj i et baghold, og angiveligt ødelagt af ukrainske fly nær Basjtanka.
Den 20. april  2022 blev et hospital angiveligt ramt af et russisk missil. 